# Anna Gourari
Anna Gourari est une pianiste russe née à Kazan, au Tatarstan, le 3 octobre 1972.

## Carrière
Gourari est la lauréate du premier concours Clara-Schumann  en 1994.
Elle s'est notamment produite avec Lorin Maazel, Zubin Mehta ou encore Iván Fischer

## Style et répertoire
Gourari a un répertoire éclectique allant de Bach aux compositeurs contemporains,, avec une préférence avouée pour la musique russe. Ses premiers disques étaient consacrés à  Chopin et Scriabine, compositeurs auxquels elle reviendra plusieurs fois par la suite. 

## Discographie
- Chopin (Sonate No.3, Mazurkas) - 1998
- Scriabine (Préludes) - 1999
- Richard Strauss (Concertos pour la main gauche), Bamberg Symphony Orchestra, Karl Anton Rickenbacher - 2001
- Chopin (Scherzi) - 2001
- Beethoven (Concerto No.3, Sonate No.8, "Pathétique") Staatskapelle Dresden, Sir Colin Davis - 2001
- Nocturnes - 2003
- Desir (Scriabine, Gubaidulina) - 2005
- Brahms: The Late Piano Pieces (opp. 116–119) - 2009
- Canto Oscuro - 2012, ECM New Series 2255
- Visions fugitives (Prokofiev) - 2014, ECM New Series 2384
- Elusive Affinity - 2019, ECM 2612
- Paul Hindemith/Alfred Schnittke - Orchestra della Svizzera italiana, Markus Poschner (ECM 2752; 14 juin 2024; enregistré decembre 2021)[5]

## Cinéma
Gourari joue le rôle principal dans le film de Werner Herzog Invincible, de 2001.